# كربنارة

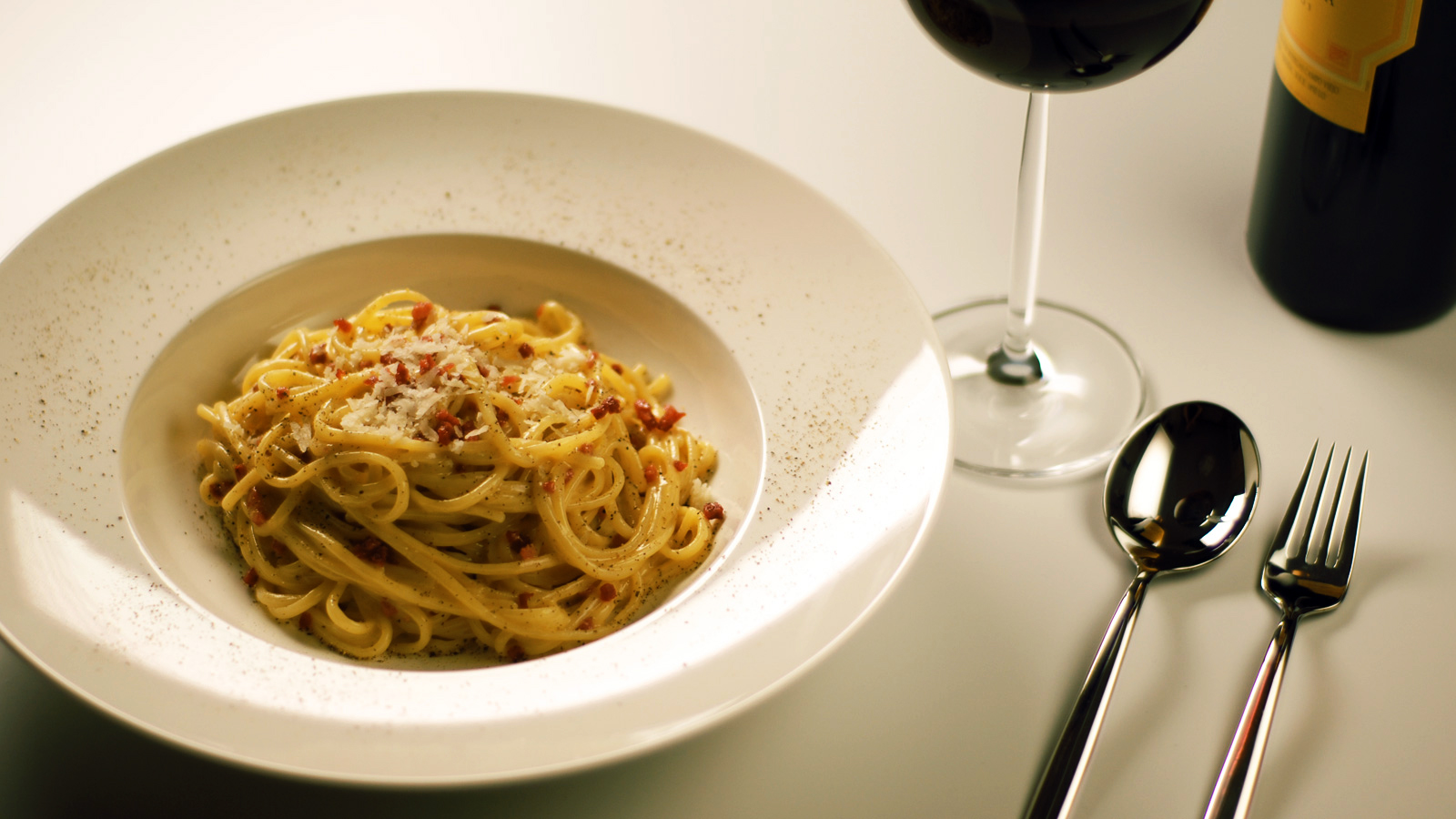
كربنورة

كَربُنَارة أو كربُونَارة أو (نقحرة: كاربونارا) هي أكلة إيطالية وهي نوع من أنواع السباكيتي ولكن أعوادها أطول ولها صلصة خاصة بها تعطيها مذاقها المميز والذيذ.
الكَربُنَارة هي معكرونة ذات صلصة بيضاء تحتوي على والجمبون الذي (يستعاض عنه بشرائح رفيعة من اللحم البقري) وصفار البيض والفلفل الأسود ضمن مكوناتها بالإضافة إلى القشدة الطازجة الي تعطيها المذاق الكريمي الخاص بها.و يخفق صفار البيض مع الفلفل الأسود وكريمة الطبخ ويضاف الخليط إلى المعكرونة فور نضجها وهي ماتزال ساخنة لينضج الخليط ثم يضاف اللحم الذي تم تسويته في الزيت النباتي إلى المعكرونة.

## وصلات خارجية
- تعريف الكربنارة